# Dead Winter Dead
Dead Winter Dead es un álbum conceptual de la banda estadounidense Savatage, lanzado en 1995, y cuya temática se centra en la Guerra de Bosnia.

## Lista de canciones
1. "Overture" - 1:50
2. "Sarajevo" - 2:31
3. "This is the Time" - 5:40
4. "I Am" - 4:32
5. "Starlight" - 5:38
6. "Doesn't Matter Anyway" - 3:47
7. "This Isn't What We Meant" - 4:12
8. "Mozart and Madness" - 5:01
9. "Memory" - 1:19
10. "Dead Winter Dead" - 4:18
11. "One Child" - 5:14
12. "Christmas Eve (Sarajevo 12/24)" - 3:24
13. "Not What You See" - 5:02

## Personal
- Zachary Stevens - voz
- Jon Oliva – voz, teclados
- Chris Caffery – guitarra
- Al Pitrelli - guitarra
- Johnny Lee Middleton – bajo
- Jeff Plate – batería